# Kombornia

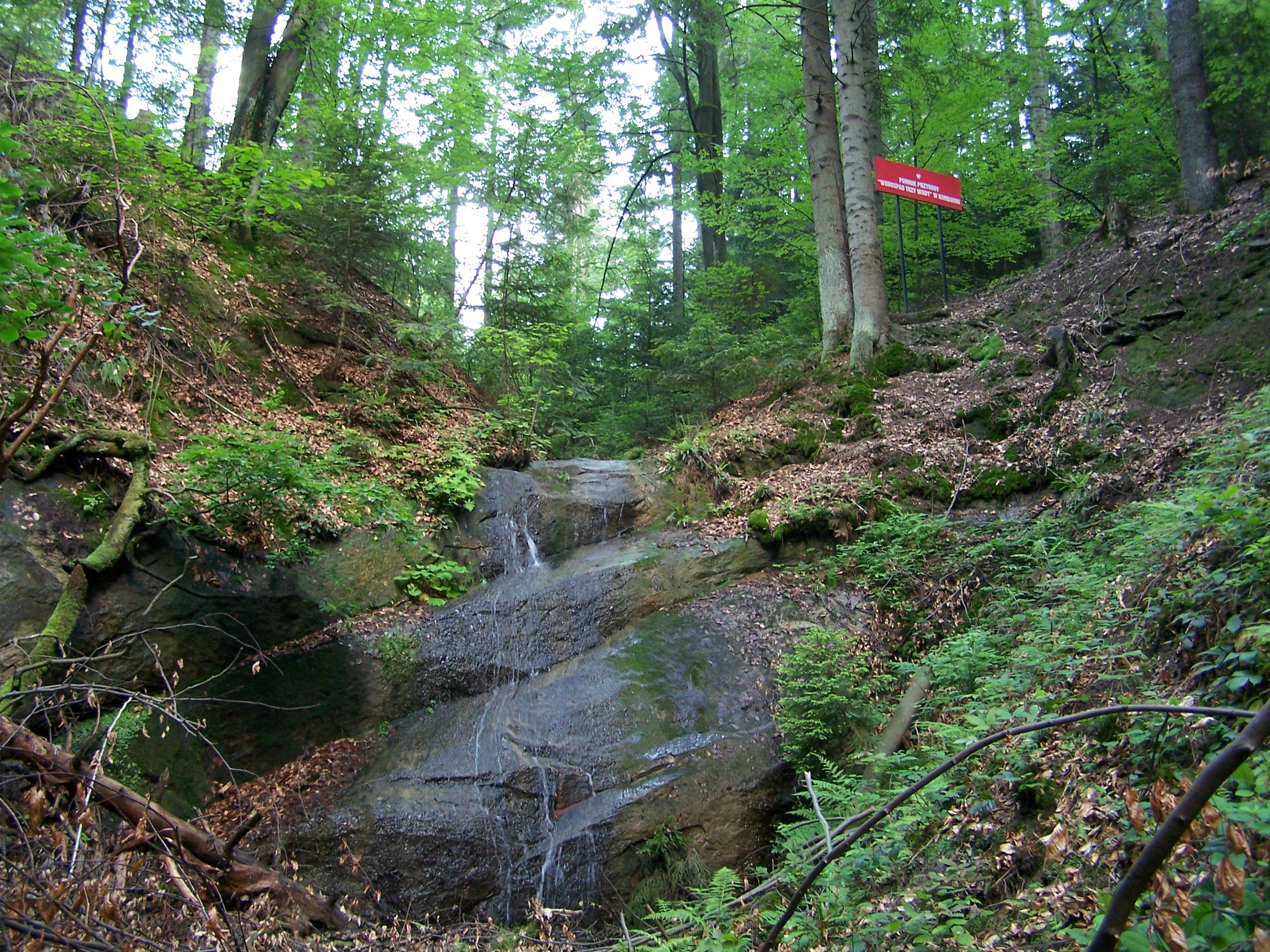
Wodospad Trzy Wody

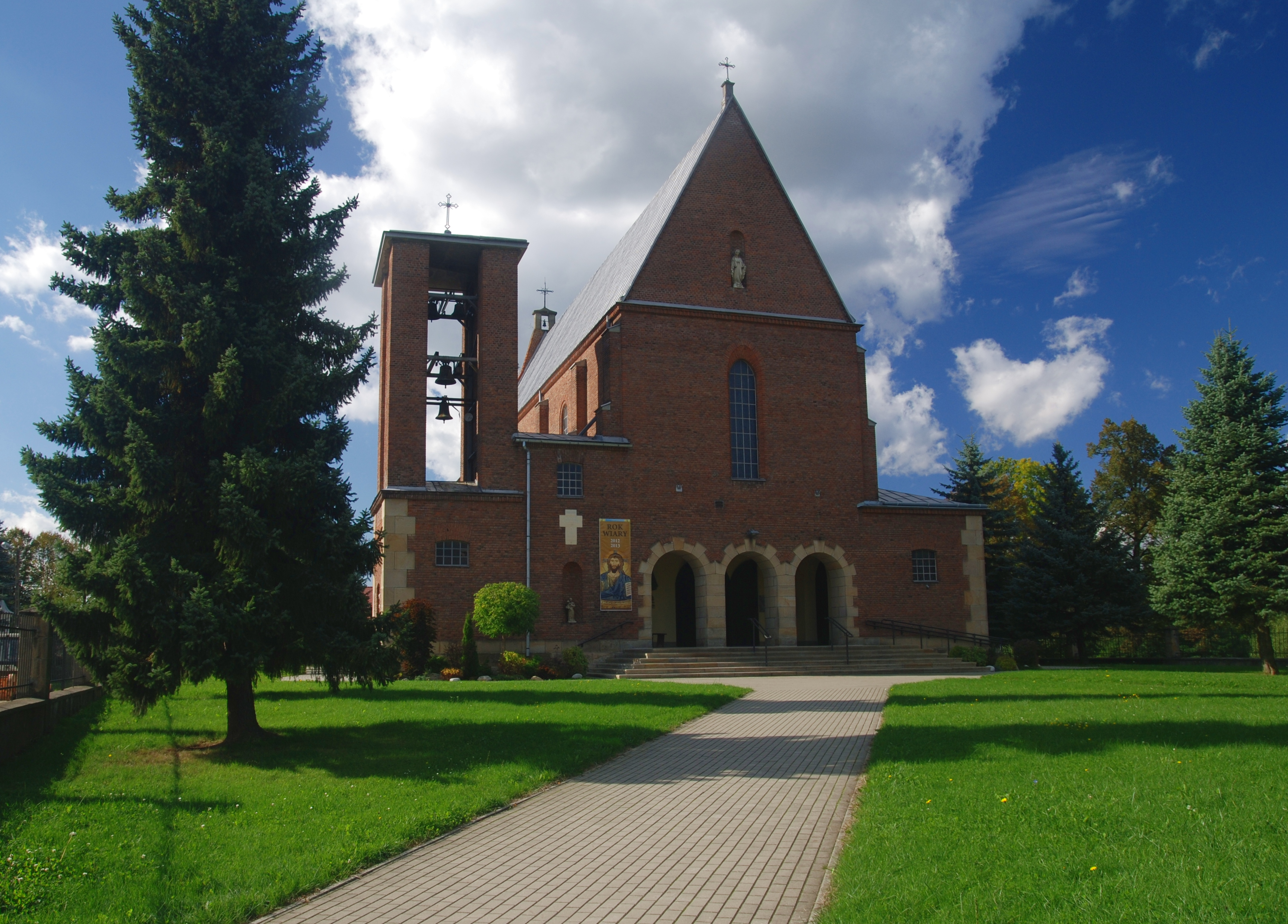
Kombornia, kościół

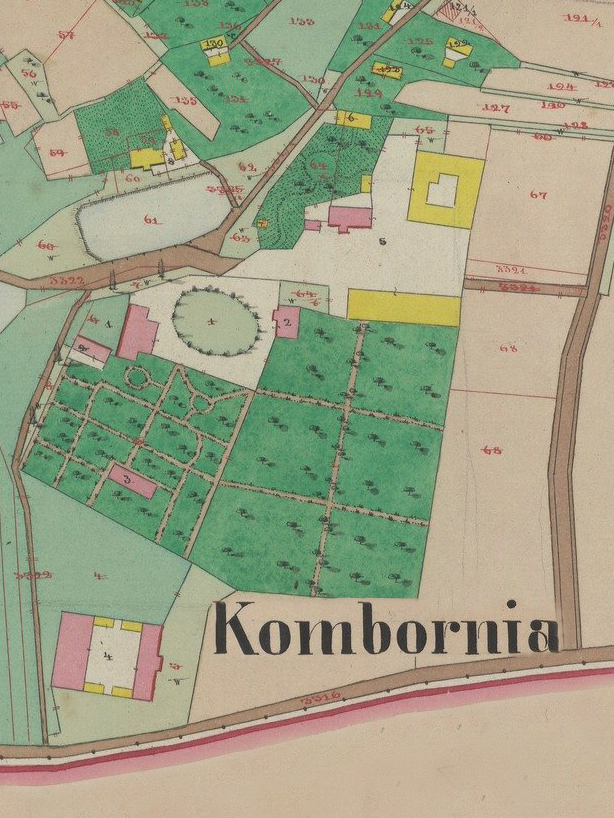
Kombornia, dwór na mapie z 1851r.

Kombornia (dawniej też: Kąbornia) – wieś w Polsce położona w województwie podkarpackim, w powiecie krośnieńskim, w gminie Korczyna.
W latach 1954–1972 wieś należała i była siedzibą władz gromady Kombornia. W latach 1975–1998 miejscowość administracyjnie należała do województwa krośnieńskiego.

## Części wsi
| SIMC    | Nazwa              | Rodzaj    |
| ------- | ------------------ | --------- |
| 0354689 | Bantachy           | część wsi |
| 0354695 | Budy Komborskie    | część wsi |
| 0354703 | Dół                | część wsi |
| 0354710 | Góra               | część wsi |
| 0354726 | Granice Dolne      | część wsi |
| 0354732 | Granice Górne      | część wsi |
| 0354749 | Kłapkówka Druga    | część wsi |
| 0354755 | Kłapkówka Pierwsza | część wsi |
| 0354761 | Kretówki           | część wsi |
| 0354778 | Od Wygody Zakręgi  | część wsi |

## Historia
Wieś lokowana na prawie niemieckim ("ius teutonicum" lub "ius Magdeburgense") jako osada Kaltborn. Historyczne nazwy de Kaltborn 1426. Miejscowość położona w pobliżu dawnego szlaku przez Duklę na Węgry i z Krosna przez Domaradz do Przemyśla i do Lwowa. W pobliskich Czarnorzekach odkryto pozostałości grodziska zaliczanego do kręgu kultury łużyckiej.
Benedykt Gajewski stworzył publikację pt. Kombornia. Zarys dziejów wsi (1995).

### 1426–1772
Wieś lokowana na prawie niemieckim w wyniku saskiej akcji osadniczej jako osada Kaltborn, w wyniku czego powstała nowa grupa etniczna (zob. Głuchoniemcy). Od XV wieku ludność w pewnej części niemiecka, z biegiem czasu uległa polonizacji. W XV w. należała do Kamienieckich. 26 stycznia 1448 r. w wyniku działu dóbr między braćmi Kamienieckimi (Mikołajem, Marcinem i Henrykiem[wymaga weryfikacji?]) Kombornia wraz z zamkiem kamienieckim i z wsiami Węglówką, Szklarami, Jabłonicą i Zawadą przypada Henrykowi, co potwierdza wzmianka z 1449 r.
Od 1536 r. Kombornia była własnością Mikołaja Kamienieckiego[wymaga weryfikacji?], a następnie przeszła w posiadanie Bonerów, właścicieli m.in. Ogrodzieńca i Odrzykonia, którzy przekształcili kościół w zbór protestancki (zwrócono go katolikom w 1596 r.).
W latach dziewięćdziesiątych XVI wieku Kombornię przejął wojewoda lubelski Piotr Firlej, a po jego śmierci – syn Piotr Firlej (kasztelan wojnicki). Przez krótki czas dziedzicem wsi był Jędrzej Rappe.
W pierwszej połowie XVII wieku istniał tu zamek obronny, podobny do odrzykońskiego. Został przebudowany w XVIII i XIX wieku na siedzibę rodu Firlejów.
W Boże Ciało w 1624 r. na Kombornię napadli Tatarzy. Wydarzenie to zapisane jest w historii obrazu Koronacji Matki Bożej, którego fundatorem w roku 1493 był ksiądz Stanisław Kłeczek, proboszcz komborskiej parafii. Ksiądz Sebastian Krauzowicz, uciekając przed najeźdźcami, uratował nie tylko życie, ale także obraz Matki Bożej. Namacalnym śladem tych wydarzeń był fakt, że modrzewiowa rama obrazu w połowie swej długości była ukosem przerżnięta, a później złożona i połączona kawałkami białej blachy. W 1636 r. odnowił parafię Piotr Firlej (kasztelan wojnicki). Około 1660 r. wieś wraz z ręką Konstancji Teresy Firlejowej otrzymał Kazimierz Karol Tarnowski, którego córka Franciszka Tarnowska wniosła Kombornię w wianie Klemensowi Ignacemu Ustrzyckiemu h. Przestrzał. Po latach właścicielem został Stanisław Wierzbowski. W 1735 r. Kombornię kupił Ignacy Urbański (stolnik przemyski).

### 1772–1914
W 1719 Kombornię i Wolę Komborską kupił od Stanisława i Mikołaja Wierzbowskich Ignacy Urbański, cześnik zakroczymski. Od r. 1775 do 1803 Kombornia była własnością Adama Urbańskiego (syna Ignacego Urbańskiego). Następnie odziedziczyli ją Stanisław Urbański (w latach 1803–1833) i Feliks Urbański, który w swoim dworze zorganizował zebranie powstańcze (w 1846 r.). Po rzezi galicyjskiej i splądrowaniu dworu przez chłopów Kombornię nabył od Feliksa Urbańskiego Piotr Tchórznicki, po czym przeszła w spadku na własność Maryi z Urbańskich Szeliskiej i jej męża Henryka Szeliskiego, a następnie na ich syna, też Henryka, zamordowanego w Oświęcimiu.
W wydanej po raz pierwszy w 1786 r. książce pt. „Geografia albo dokładne opisanie królestw Galicyi i Lodomeryi” autorstwa hrabiego Ewarysta Andrzeja Kuropatnickiego czytamy: Kąbornia. Temiż fabrykami [tj. fabrykami płócien, dym, obrusów - jak niedaleka Korczyna] sławna; dziedziczna Adama Urbańskiego, obszernych włości pana. Kombornię i okolice opisał również Wincenty Pol: „Na obszarze Wisłoki uderza nas fakt inny; całą tę okolicę, którą obszar Wisłoki, Ropy, Jasły, Jasełki i średniego Wisłoka zajmuje, osiedli tak zwani Głuchoniemcy od dołów Sanockich począwszy, to jest od okolicy Komborni, Haczowa, Trześniowa aż po Grybowski dział: Gorlice, Szymbark i Ropę od wschodu na zachód, ku północy aż po ziemię Pilźniańską, która jest już ziemią województwa Sandomierskiego. Cała okolica Głuchoniemców jest nowo-siedlinami Sasów; jakoż strój przechowali ten sam co węgierscy i siedmiogrodzcy Sasi. Niektóre okolice są osiadłe przez Szwedów, ale cały ten lud mówi dzisiaj na Głuchoniemcach najczystszą mową polską dijalektu małopolskiego, i lubo z postaci odmienny i aż dotąd Głuchoniemcami zwany, nie zachował ani w mowie ani w obyczajach śladów pierwotnego swego pochodzenia, tylko że rolnictwo stoi tu na wyższym stopniu, a tkactwo jest powołaniem i głównie domowem zajęciem tego rodu”.
Tu urodził się i wychował prof. Stanisław Pigoń (1885–1968), polonista, historyk literatury polskiej, profesor Uniwersytetu Stefana Batorego w Wilnie i Uniwersytetu Jagiellońskiego, który opisał życie mieszkańców w swoim pamiętniku „Z Komborni w świat”.
W 1896 roku urodził się tu Leon Wojnar – patriota, działający u ojców kapucynów w Krośnie.

### 1914–1945
Ostatniego właściciela dworu, Henryka Szeliskiego, Niemcy zamordowali w Oświęcimiu. Ostatecznego dzieła zniszczenia majątku dokonały stacjonujące tu wojska radzieckie, których żołnierze palili we dworze ogniska.
Z Komborni wywieziono na roboty przymusowe do Rzeszy Stanisława i Janinę Pelców, Paulinę Kwolek, rodzinę Pycia, Stanisława Prajsnara, Ferdynanda Wojnara oraz Henryka Długosza.
Na Łupanej Górze, w lesie w domu Jacka Konarskiego ukrywali się m.in. Barbara Wojciechowska, ps. Hanka, Żydówka Danuta Fiszbein i więźniowie uwolnieni w Jaśle. Gościł tu oddział Z. Cerkowniaka Boruty. W domu Anny Mermon w Komborni żołnierze Armii Krajowej mieli spotkania i tam składali przysięgi.
7 listopada 1943 r., 8 grudnia 1943 r. i 1 lipca 1944 r. policja niemiecka (żandarmeria?) rozstrzelała 36 Polaków mieszkańców Komborni, których pochowano na miejscowym cmentarzu. W 1944 r. polegli tu w walce wkraczający żołnierze radzieccy, których ciała po ekshumacji pochowano na cmentarzu wojennym w Dukli.
Historyczne nazwy wsi
- 1426 – Kaltborn
- 1427 – Kaltborna
- 1455 – Kaldbornia
- 1462 – Kalbornia
- 1501 – Kabornia
- 1515 – Kalbornia
- 1589 – Kambornia
- XIX w – Kombornia

## Zabytki
- Kapliczka konfederacka związana z legendą o św. Janie z Dukli, który uniósł się stąd do Lwowa. Przy kapliczce źródło uważane przez wiernych za uzdrawiające (przy trasie międzynarodowej Rzeszów–Barwinek).
- Dworek wzniesiony w połowie XVIII wieku w miejscu starego zamku przez właściciela Komborni, Ignacego Urbańskiego, stolnika przemyskiego. Otaczające go stawy to dawna fosa. Własność Moskorzewskich, Firlejów, Urbańskich, Szeliskich. W tym dworze u Feliksa Urbańskiego odbyła się zbiórka powstańców w 1846 r.
- Kościół z lat 30. XX wieku. Ołtarz główny barokowy, pochodzi sprzed 1775 roku. Zachowała się też chrzcielnica z końca XVIII w. oraz obraz św. Kazimierza i główny obraz Koronacji Matki Bożej. Z rozebranej w okresie międzywojennym drewnianej świątyni do kościoła w Bezmiechowej trafił kielich z 1810 r. odnowiony w 1822 i 1899 r., gładki z ośmiolistną profilowaną stopą i nowszą czarą z wyrytą na stopie cechą imienną złotnika HE oraz cenne ornaty, m.in. czerwony, wykonany haftem płaskim rozłupanym z końca XVII w., z tarczą herbową z herbami Lewart Piotra Firleja, kasztelana zawichojskiego (z pocz. XVII w.), przeniesiony z kościoła w Komborni przez ks. Tadeusza Sabika.